# Итинерарий Антонина

План Испании

Итинерарий Антонина Августа (лат. Itinerarium Antonini Augusti) представляет собой книгу-указатель, в которой перечисляются все дорожные переходы и расстояния каждой из существовавших на тот момент римских дорог. Он был составлен во время правления Каракаллы, затем, видимо, переделан и дополнен в период тетрархии в конце III века. Скорее всего, указатель был выполнен на основе какой-либо настенной карты.
В соответствии с итинерарием Антонина длина римских дорог составляла около 85 тыс. км и соединяла между собой 372 населённых пункта.